# Bernard Willem Holtrop
Bernard Willem Holtrop (Ermelo, 2 aprile 1941) è un fumettista olandese che pubblica le sue opere con il nome di Willem.
Vive in Francia dal 1968, nel 2000 ha vinto il premio Stripschapprijs e nel 2013 ha vinto il Grand Prix de la ville d'Angoulême.